# Plagiostropha caledoniensis
Plagiostropha caledoniensis é uma espécie de gastrópode do gênero Plagiostropha, pertencente a família Drilliidae.